# Polder-modell
A polder-modell egy hollandiai konfliktus-kezelési, döntéshozatali eljárásmód; időnként általánosítva a holland társadalom egészére.
A polderek sajátossága, hogy karbantartásukat csak az adott területen birtokkal rendelkezők összességének együttműködésével lehet megoldani, hiszen egyetlen gátszakasz elhanyagolása is az egész terület elöntésével járhat.
Erre vezetik vissza azt a holland társadalmi gyakorlatot, amely a viták kezelése során maximális mértékben törekszik a konszenzusra, messzemenőkig igyekszik elkerülni a szavazást, a többségi döntést. E törekvés nyomán jellemző a holland társadalmi gyakorlatra a végeláthatatlan ülésezés. A közösen elfogadott döntések végrehajtása azonban így lényegesen zökkenőmentesebb, mintha a kisebbséget rákényszerítenék a többség akaratának elfogadására.
A kiterjesztett, az egész államra vonatkozó értelmezés az 1982-es wassenaari egyezményre vezethető vissza. Akkor az állam, a munkaadók és a munkavállalók képviselői háromoldalú megállapodást kötöttek a bérkövetelések kordában tartása érdekében. Azóta ez a háromoldalú tárgyalás és megállapodási törekvés általánosan elfogadott gyakorlattá vált a nemzetgazdaság fontos kérdéseiben.

## Külső hivatkozások
- The Economist, Model makers, May 2 2002
- The Economist, Economic illusions, May 2 2002
- The Economist, A fine place to be, May 2 2002
- Mark Kranenburg, The political branch of the polder model, July 1 1999